# Kế hoạch Thế kỷ nước Mỹ mới
Kế hoạch Thế kỷ nước Mỹ mới (tiếng Anh: Project for the New American Century, viết tắt là PNAC) là một tổ chức nghiên cứu tân bảo thủ đặt tại Washington, D.C., tập trung vào chính sách ngoại giao của Hoa Kỳ. Nó được thành lập với tư cách một tổ chức giáo dục phi lợi nhuận vào năm 1997 bởi William Kristol và Robert Kagan. Mục tiêu được nêu ra của PNAC là "thúc đẩy vai trò lãnh đạo toàn cầu của nước Mỹ." Tổ chức này tuyên bố rằng "Sự lãnh đạo của Mỹ tốt cho cả Mỹ và cho thế giới," và cố gắng tạo dựng sự ủng hộ đối với "chính sách của Ronald Reagan về sức mạnh quân sự và tỏ tường đạo lý."
Trong số 25 người ký tuyên bố về các nguyên tắc sáng lập PNAC, 10 người tiếp tục phục vụ trong chính quyền Tổng thống Mỹ George W. Bush, gồm Dick Cheney, Donald Rumsfeld, và Paul Wolfowitz. Những nhà quan sát như Irwin Stelzer và Dave Grondin cho rằng PNAC đã đóng một vai trò cốt yếu trong việc hình thành chính sách ngoại giao của chính quyền Bush, nhất là trong việc tạo dựng sự ủng hộ đối với Cuộc chiến tại Iraq. Các học giả như Inderjeet Parmar, Phillip Hammond, và Donald E. Abelson từng nói tầm ảnh hưởng của PNAC lên chính quyền George W. Bush đã bị phóng đại.
Kế hoạch Thế kỷ nước Mỹ mới ngừng hoạt động vào năm 2006; được thay thế bằng một think tank mới có tên Sáng kiến Chính sách Đối ngoại (tiếng Anh: Foreign Policy Initiative), đồng sáng lập bởi Kristol và Kagan vào năm 2009. Sáng kiến Chính sách Đối ngoại bị giải tán vào năm 2017.